# まばたきの海に
まばたきの海に（まばたきのうみに）は、1994年8月9日にNHK総合テレビジョン・1994年9月10日にハイビジョン試験放送で放送されたテレビドラマ。主演は早勢美里。オンエア時のタイトルは「まばたきの海に 美少女葵・心の旅」

## 概要
35ミリフィルムで撮影された。

## キャスト
海野葵
演 - 早勢美里
海野緑
演 - 中村久美
海野稔
演 - 蟹江敬三
植田菜摘
演 - 中村栄美子
斉藤雄二
演 - 浅野忠信
杉本キヌ
演 - 鈴木光枝
その他
演 - 不破万作、徳永廣美、守安涼、岡島博徳、半田美保子、中山竜二、鈴木絵里香、吉田潤之祐、帆里以一智、佐藤守雄、鈴木秀二、竹内敬明

## 主題歌
- 中島みゆき「泣きたい夜に」

## スタッフ
- 作 - 竹内銃一郎[1]
- 撮影協力 - 東京都三宅村、公営大井競馬場
- 調教指導 - 矢作和人
- 制作統括 - 金澤宏次[1]、広川昭
- 美術 - 内藤政市[1]、小木浩嗣
- 撮影監督 - 中野英世[1][3]
- 撮影 - 毛塚高栄[1][3]、伊東伸久[3]、藤田浩久[3]
- 照明 - 井村正美[1][3]、鈴木利夫[1][3]
- 音声 - 藤井芳保[3]
- 映像技術 - 山內敏雄[3]、深谷崇史[3]
- 音響効果 - 久保光男[1][3]
- 記録 - 奥平治美
- 編集 - 杉本哲夫
- 演出 - 笠浦友愛[1][3]
- 技術統括 - 戸田桂太(JSC)[3]